# 白田乡
白田乡，是中华人民共和国江西省鹰潭市贵溪市下辖的一个乡镇级行政单位。

## 行政区划
白田乡下辖以下地区：
行马村、姚家村、兰田村、小田村、白田村、甘苏村、港黄村、裴家村和北山村。